# Fahrbereitschaft
Die Fahrbereitschaft ist eine Stelle in Organisationen, die anderen Mitarbeitern dauerhaft durch Einsatz von Fahrern im Rahmen des Bereitschaftsdienstes einen Fuhrpark zwecks Personentransports zur Verfügung stellt.

## Allgemeines
Als Organisationen kommen Unternehmen, Behörden, sonstige Dienststellen oder das Militär in Betracht. Der dortige Bedarf an Dienstreisen muss so groß sein, dass es sich lohnt, wenn diese Organisationen alternativ zur Bestellung von externen Dienstleistern wie Taxi oder öffentliche Verkehrsmittel eine eigene Fahrbereitschaft mit Fuhrpark organisieren. Die Kapazität des Fuhrparks und die Personalstärke der Fahrbereitschaft müssen so dimensioniert werden, dass ein hoher Auslastungsgrad dauerhaft gewährleistet ist.

## Aufbauorganisation
Organisatorisch ist die Fahrbereitschaft eine Dienstleistungsstelle ohne Weisungsbefugnis, eine so genannte funktionsfreie Unterstützungsstelle. Als solche ist sie üblicherweise eine Organisationseinheit des Facilitymanagements. Ihr Personal kann aus eigenen Arbeitnehmern bestehen, aber auch im Rahmen der Arbeitnehmerüberlassung rekrutiert werden.

## Beispiele
Bekannt sind der Fahrdienst des Deutschen Bundestages, die BwFuhrparkService GmbH der Bundeswehr, die Flugbereitschaft des Bundesministeriums der Verteidigung oder die Fahrtbereitschaft des Deutschen Roten Kreuzes, deren Aufgabe darin besteht, die Rollstuhlfahrer mit Spezialfahrzeugen zu transportieren.